# Rothia simyra
Rothia simyra là một loài bướm đêm trong họ Noctuidae.